# Conus verulosus
Conus verulosus é uma espécie de gastrópode do gênero Conus, pertencente à família Conidae.